# Welterbe in Mexiko

Zum Welterbe in Mexiko gehören (Stand 2025) 36 UNESCO-Welterbestätten, darunter 28 Stätten des Weltkulturerbes, sechs Stätten des Weltnaturerbes und zwei gemischte Kultur- und Naturerbestätte. Mexiko ist der Welterbekonvention 1984 beigetreten, die ersten sechs Welterbestätte wurde 1987 in die Welterbeliste aufgenommen. Die bislang letzte Welterbestätte wurde 2025 eingetragen.

## Welterbestätten
Die folgende Tabelle listet die UNESCO-Welterbestätten in Mexiko in chronologischer Reihenfolge nach dem Jahr ihrer Aufnahme in die Welterbeliste (K – Kulturerbe, N – Naturerbe, K/N – gemischt, (G) – auf der Liste des gefährdeten Welterbes).
| Bild                                                                               | Bezeichnung                                                                        | Jahr | Typ   | Ref. | Beschreibung |
| ---------------------------------------------------------------------------------- | ---------------------------------------------------------------------------------- | ---- | ----- | ---- | --- |
| (weitere Bilder)                                                                   | Biosphärenreservat Sian Ka'an (Lage)                                               | 1987 | N     | 410  | |
| (weitere Bilder)                                                                   | Präkolumbische Stadt und Nationalpark von Palenque (Lage)                          | 1987 | K     | 411  | |
| Plaza de la Constitución                                                           | Historisches Zentrum von Mexiko-Stadt und Xochimilco                               | 1987 | K     | 412  | umfasst das historische Zentrum von Mexiko-Stadt im Stadtbezirk Cuauhtémoc sowie den etwa 25 km südöstlich der Altstadt gelegenen Stadtbezirk Xochimilco. |
| (weitere Bilder)                                                                   | Präkolumbische Stadt Teotihuacán (Lage)                                            | 1987 | K     | 414  | |
| Ruinen von Monte Albán                                                             | Altstadt von Oaxaca und Ruinen von Monte Alban                                     | 1987 | K     | 415  | Die Stadt Oaxaca wurde 1529 von spanischen Siedlern gegründet. In der Nähe liegen die Ruinen der Zapotekenstadt Monte Albán |
| Historisches Zentrum von Puebla                                                    | Historisches Zentrum von Puebla                                                    | 1987 | K     | 416  | |
| Historisches Zentrum und Bergwerksanlagen von Guanajuato                           | Historisches Zentrum und Bergwerksanlagen von Guanajuato                           | 1988 | K     | 482  | |
| Ruinen von Chichen-Itza                                                            | Ruinen von Chichen-Itza                                                            | 1988 | K     | 483  | |
| Altstadt von Morelia                                                               | Altstadt von Morelia                                                               | 1991 | K     | 585  | |
| Präkolumbische Stadt El Tajin                                                      | Präkolumbische Stadt El Tajin                                                      | 1992 | K     | 631  | |
| Lagune von El Vizcaino                                                             | Lagune von El Vizcaino                                                             | 1993 | N     | 554  | Schutzgebiet für Wale |
| Altstadt von Zacatecas                                                             | Altstadt von Zacatecas                                                             | 1993 | K     | 676  | |
| Felszeichnungen in der Sierra de San Francisco                                     | Felszeichnungen in der Sierra de San Francisco                                     | 1993 | K     | 714  | Die Sierra de San Francisco selber stand 2004–2011 als Vorschlag für das Weltnaturerbe auf der Tentativliste (Ref. 1965) |
| (weitere Bilder)                                                                   | Früheste Klöster des 16. Jh. an den Hängen des Popocatepetl (Lage)                 | 1994 | K     | 702  | 2021 um das Kloster und die Kathedrale von Tlaxcala erweitert |
| Präkolumbische Stadt Uxmal                                                         | Präkolumbische Stadt Uxmal                                                         | 1996 | K     | 791  | |
| Denkmalensemble von Querétaro                                                      | Denkmalensemble von Querétaro                                                      | 1996 | K     | 792  | Historisches Zentrum der Stadt Santiago de Querétaro |
| Cabañas-Hospiz in Guadalajara                                                      | Cabañas-Hospiz in Guadalajara                                                      | 1997 | K     | 815  | als Hospiz für Waisen, Alte, Kranke und Gebrechliche 1805–1810 in der Stadt Guadalajara erbaut, seit 1980 als Kunst- und Kulturzentrum genutzt |
| Denkmalbereich von Tlacotalpan                                                     | Denkmalbereich von Tlacotalpan                                                     | 1998 | K     | 862  | |
| Archäologische Stätten von Paquimé in Casas Grandes                                | Archäologische Stätten von Paquimé in Casas Grandes                                | 1998 | K     | 560  | |
| Archäologische Stätte Xochicalco                                                   | Archäologische Stätte Xochicalco                                                   | 1999 | K     | 939  | |
| (weitere Bilder)                                                                   | Historische Stadt und Festung von Campeche (Lage)                                  | 1999 | K     | 895  | 1540 gegründete und 1686 mit einer Befestigungsanlage umgebene Stadt einschließlich der Verteidigungsanlagen in ihrer Umgebung: den Festungen San José und San Miguel sowie den Batterien San Lucas, San Matias und San Luis. |
| Maya-Stadt Calakmul und Tropische Regenwälder in Campeche                          | Maya-Stadt Calakmul und Tropische Regenwälder in Campeche                          | 2002 | K/N   | 1061 | Die ursprünglich 3.000 ha umfassende Kulturerbestätte Calakmul wurde bei der Erweiterung von 2014 in eine gemischte Kultur- und Natur-Welterbestätte umgewandelt und umfasst nun 331.397 ha. Zusammen mit der umgebenden Pufferzone mit einer Fläche von 391.788 ha ist dies die Gesamtfläche des Biosphärenreservat Calakmul im Bundesstaat Campeche. |
| Franziskanermissionen in der Sierra Gorda in Querétaro                             | Franziskanermissionen in der Sierra Gorda in Querétaro                             | 2003 | K     | 1079 | umfasst Misión de Santiago de Jalpan, Misión de Santa María del Agua de Landa, Misión de San Francisco del Valle de Tilaco, Misión de Nuestra Señora de la Luz de Tancoyol, Misión de San Miguel Concá im Bundesstaat Querétaro |
| (weitere Bilder)                                                                   | Haus und Studio von Luís Barragán                                                  | 2004 | K     | 1136 | Casa Barragán war Wohnhaus und Atelier des Architekten Luis Barragán |
| Inseln und Schutzgebiete des Golfes von Kalifornien                                | Inseln und Schutzgebiete des Golfes von Kalifornien                                | 2005 | N (G) | 1182 | Die Stätte umfasst 244 Inseln, Inselchen und Küstengebiete im Golf von Kalifornien. Die Erbestätte wurde 2019 auf die Rote Liste des gefährdeten Welterbes gesetzt. |
| Agavenlandschaft und historische Tequila-Produktionsstätten                        | Agavenlandschaft und historische Tequila-Produktionsstätten                        | 2006 | K     | 1209 | 34.658 großes Gebiet der Landschaft zwischen dem Vulkan Tequila (Vulkan) und dem Tal des Rio Grande de Santiago mit Anbaugebieten der Blauen Agave und den Orten Tequila, Amatitán und El Arenal mit ihren Destillerien für Tequila. |
| Universitätscampus der Universidad Nacional Autónoma de México                     | Universitätscampus der Universidad Nacional Autónoma de México                     | 2007 | K     | 1250 | |
| Festung San Miguel de Allende und Wallfahrtskirche Jesús de Nazareno in Atotonilco | Festung San Miguel de Allende und Wallfahrtskirche Jesús de Nazareno in Atotonilco | 2008 | K     | 1274 | San Miguel de Allende ist eine befestigte Stadt im Bundesstaat Guanajuato. Nördlich der Altstadt liegt im Ortsteil Atotonilco die Wallfahrtskirche Jesus von Nazareth. |
| Biosphärenreservat Mariposa Monarca                                                | Biosphärenreservat Mariposa Monarca                                                | 2008 | N     | 1290 | |
| Historischer Handelsweg Camino Real de Tierra Adentro - "Silberstraße"             | Historischer Handelsweg Camino Real de Tierra Adentro - "Silberstraße"             | 2010 | K     | 1351 | umfasst 60 Stätten zwischen Mexiko-Stadt und dem Valle de Allende. Darunter befinden sich 5 auch separat in die Welterbeliste eingetragene Stätten. San Luis Potosí war 2007 ebenfalls selbständig vorgeschlagen worden, wurde aber 2013 zurückgezogen.                                                                                                |
|                                                                                    | Prähistorische Höhlen von Yagul und Mitla im Tal von Oaxaca                        | 2010 | K     | 1352 | |
| Biosphärenreservat El Pinacate y Gran Desierto de Altar                            | Biosphärenreservat El Pinacate y Gran Desierto de Altar                            | 2013 | N     | 1410 | |
| Aquädukt von Padre Tembleque                                                       | Aquädukt von Padre Tembleque                                                       | 2015 | K     | 1463 | |
| San Benedicto (weitere Bilder)                                                     | Revillagigedo-Inselgruppe                                                          | 2016 | N     | 1510 | Inselgruppe im Pazifischen Ozean. Das Welterbe umfasst die Inseln San Benedicto, Socorro, Roca Partida und Clarión |
| Tehuacán-Cuicatlán-Tal: Ursprünglicher Lebensraum Mesoamerikas                     | Tehuacán-Cuicatlán-Tal: Ursprünglicher Lebensraum Mesoamerikas                     | 2018 | K/N   | 1534 | 2012 Kandidat Biosphärenreservat Tehuacán-Cuicatlán für eine Naturerbestätte, 2017 überarbeitet zu einer Bewerbung für eine gemischte Welterbestätte |
| Wixarika-Route entlang der heiligen Stätten nach Wirikuta (Tatehuari Huajuye)      | Wixarika-Route entlang der heiligen Stätten nach Wirikuta (Tatehuari Huajuye)      | 2025 | K     | 1704 | Pilgerroute der indigenen Ethnie der Huicholen entlang präkolumbianischer Handelsrouten von der Pazifikküste zu der heiligen Stätte Wirikuta (Huiricuta) im Bundesstaat San Luis Potosí. Serielle Welterbestätten, die 20 Orte umfasst. Erfüllte Kriterien für Weltkulturerbe: iii., vi.                                                               |

## Tentativliste
In der Tentativliste sind die Stätten eingetragen, die für eine Nominierung zur Aufnahme in die Welterbeliste vorgesehen sind.

### Aktuelle Welterbekandidaten
Mit Stand 2025 sind 22 Stätten in der Tentativliste von Mexiko eingetragen, die letzte Eintragung erfolgte im Mai 2024.
Die folgende Tabelle listet die Stätten in chronologischer Reihenfolge nach dem Jahr ihrer Aufnahme in die Tentativliste.
| Bild                                                                     | Bezeichnung                                                                       | Jahr | Typ | Ref. | Beschreibung |
| ------------------------------------------------------------------------ | --------------------------------------------------------------------------------- | ---- | --- | ---- | --- |
| (weitere Bilder)                                                         | Bosque de Chapultepec (Lage)                                                      | 2001 | K   | 1273 | die größte Grünanlage im Zentrum von Mexiko-Stadt mit einem bewaldeten Hügel und dem Schloss Chapultepec |
| (weitere Bilder)                                                         | Altstadt von Álamos (Lage)                                                        | 2001 | K   | 1541 | Bergarbeiterstadt aus dem 17. Jahrhundert |
| (weitere Bilder)                                                         | Kirche Santa Prisca und ihre Umgebung (Lage)                                      | 2001 | K   | 1543 | Kirche im Kolonialstil in der Stadt Taxco de Alarcón im Norden des Bundesstaates Guerrero. |
| (weitere Bilder)                                                         | Präkolumbische Stadt Cantona (Lage)                                               | 2001 | K   | 1586 | |
| Votivpyramide (weitere Bilder)                                           | Große Stadt Chicomóztoc-La Quemada                                                | 2001 | K   | 1588 | |
| Historische Stadt San Sebastián del Oeste                                | Historische Stadt San Sebastián del Oeste                                         | 2001 | K/N | 1590 | |
| Museo Casa Estudio Diego Rivera y Frida Kahlo                            | Museo Casa Estudio Diego Rivera y Frida Kahlo                                     | 2001 | K   | 1599 | Als Museum eingerichteter Gebäudekomplex mit dem ehemaligen Wohnhaus und den Ateliers des Malers Diego Rivera und der Malerin Frida Kahlo |
| Valle de los Cirios                                                      | Valle de los Cirios                                                               | 2004 | N   | 1953 | |
| Schutzflächen für Flora und Fauna in Cuatro Ciénegas                     | Schutzflächen für Flora und Fauna in Cuatro Ciénegas                              | 2004 | N   | 1954 | Schutzgebiete im Municipio Cuatro Ciénegas |
| (weitere Bilder)                                                         | Historische Stadt Real de Minas de Once Mil Vírgenes von Cosalá in Sinaloa        | 2004 | K   | 1958 | Cosalá ist eine als Pueblo Mágico ausgezeichnete Stadt im Bundesstaat Sinaloa. Ihr historischer Name bezieht sich auf die heilige Ursula von Köln, die Schutzpatronin der Stadt ist, und die mit ihr verbundene Legende von den elftausend Jungfrauen. |
| Region Lacan-Tún – Usumacinta                                            | Region Lacan-Tún – Usumacinta                                                     | 2004 | K/N | 1962 | |
| Biosphärenreservat Banco Chinchorro                                      | Biosphärenreservat Banco Chinchorro                                               | 2004 | K/N | 1962 | |
| Tecoaque                                                                 | Tecoaque                                                                          | 2004 | K   | 1968 | |
| Cuetzalan und seine historische, kulturelle und natürliche Umgebung      | Cuetzalan und seine historische, kulturelle und natürliche Umgebung               | 2006 | K/N | 5077 | |
| Historische Altstadt von Izamal                                          | Historische Altstadt von Izamal                                                   | 2008 | K   | 5394 | |
| Los Petenes – Ria Celestún                                               | Los Petenes – Ria Celestún                                                        | 2008 | N   | 5396 | |
| (weitere Bilder)                                                         | Las Pozas, Xilitla                                                                | 2009 | K   | 5493 | surrealistische Gartenlandschaft von Edward James in der Nähe der Stadt Xilitla |
|                                                                          | Der Arco del Tiempo des Río La Venta                                              | 2010 | K/N | 5567 | Der Arco del Tiempo ist ein natürliches Felsentor im Canyon des Río La Venta |
| Cenoten-Ring des Chicxulub-Kraters, Yucatán                              | Cenoten-Ring des Chicxulub-Kraters, Yucatán                                       | 2012 | N   | 5784 | Cenoten-Ring eines etwa 66 Millionen Jahre alten Einschlagkraters mit etwa 180 km Durchmesser im Norden der Halbinsel Yucatán |
| Archäologische Stätte von Las Labradas in Sinaloa                        | Archäologische Stätte von Las Labradas in Sinaloa                                 | 2012 | K   | 5785 | Stätte ist für 2027 nominiert. |
| (weitere Bilder)                                                         | Festung San Juan de Ulúa (Lage)                                                   | 2022 | K   | 6677 | Stand bereits 2001–2005 auf der Tentativliste. |
| Patzcuaro, Ort humanistischer Erinnerung und kultureller Zusammenführung | Patzcuaro, Ort humanistischer Erinnerung und kultureller Zusammenführung          | 2023 | K   | 6676 | Neufassung des Vorschlags von 1987 aber ohne See und nur unter Kulturellen Kriterien. Stätte ist für 2026 nominiert. |
|                                                                          | Barrio Histórico Universitario (Erweiterung des Historischen Zentrums von Puebla) | 2024 | K   | 6773 | Geplante Erweiterung des Welterbes Puebla um das Universitätsviertel. |

### Ehemalige Welterbekandidaten
Diese Stätten standen früher auf der Tentativliste, wurden jedoch wieder zurückgezogen oder von der UNESCO abgelehnt.
Stätten, die in anderen Einträgen auf der Tentativliste enthalten oder Bestandteile von Welterbestätten sind, werden hier nicht berücksichtigt.
| Bild                                                                                            | Bezeichnung                                                                                     | Jahr      | Typ | Ref. | Beschreibung |
| ----------------------------------------------------------------------------------------------- | ----------------------------------------------------------------------------------------------- | --------- | --- | ---- | --- |
| Chihuahua-Wüste                                                                                 | Chihuahua-Wüste                                                                                 | 1986–1994 | N   |      | |
| Denkmalzonen von Puebla und Cholula                                                             | Denkmalzonen von Puebla und Cholula                                                             | 1986–1996 | K   |      | Das historische Zentrum von Heroica Puebla de Zaragoza wurde 1987 in das Weltkulturerbe aufgenommen, die Nachbarstadt Cholula de Rivadavia wurde 1996 zurückgezogen. |
| (weitere Bilder)                                                                                | Archäologische Zone von Bonampak und der Lacandonendschungel                                    | 1986–2001 | K   |      | Bonampak ist eine 1946 entdeckte Ruinenstadt der Maya. Besondere Bedeutung hat sie durch ihre gut erhaltenen Wandgemälde. |
|                                                                                                 | Archäologische Zone von Cacaxtla                                                                | 1986–2001 | K   |      | |
| (weitere Bilder)                                                                                | Historische Altstadt von San Cristóbal de las Casas und indigene Dörfer (Lage)                  | 1986–2001 | K   |      | |
|                                                                                                 | Paläontologische Ablagerungen von Pie de Vaca                                                   | 1986–2001 | K   |      | |
| Sierra de San Pedro Mártir - Felsmalereien und natürliche Umgebung                              | Sierra de San Pedro Mártir - Felsmalereien und natürliche Umgebung                              | 1986–2001 | K/N |      | |
| Kulturzone Pátzcuaro-See                                                                        | Kulturzone Pátzcuaro-See                                                                        | 1987–1987 | K/N |      | Eintrag von 2023 (Ref. #6676) umfasst nur kulturelle Kriterien und somit auch nicht den See. |
|                                                                                                 | Naturreservat El Triunfo                                                                        | 1997–1997 | N   |      | |
| Ehemalige Jesuiten-Colleges in Tepotzotlán                                                      | Ehemalige Jesuiten-Colleges in Tepotzotlán                                                      | 2001–2011 | K   | 1540 | Durch die ab 1580 von den Jesuiten gegründeten Schulen, das Seminar San Martin und das Kolleg San Francisco Javier, erlangte Tepotzotlán den Ruf eines führenden Bildungszentrums in Neuspanien. Das Kolleg San Francisco Javier ist nun Bestandteil der 2010 eingetragenen Welterbestätte Camino Real de Tierra Adentro |
| Industrieanlagen von Monterrey: Gießerei, Brauerei und Glashütten                               | Industrieanlagen von Monterrey: Gießerei, Brauerei und Glashütten                               | 2001–2011 | K   | 1595 | Monterrey entwickelte sich im späten 19. und frühen 20. Jahrhundert zu einem führenden Industriestandort in Mexiko. |
| Kirchen in der Zoque-Provinz, Chiapas                                                           | Kirchen in der Zoque-Provinz, Chiapas                                                           | 2001–2013 | K   | 1587 | Dominikanerkirchen aus dem 16. Jahrhundert |
| Ahuehuete-Baum von Santa María del Tule                                                         | Ahuehuete-Baum von Santa María del Tule                                                         | 2001–2013 | N   | 1594 | Der dickste Baum der Welt |
| Industriegebäude von Ludwig Mies van der Rohe und Félix Candela                                 | Industriegebäude von Ludwig Mies van der Rohe und Félix Candela                                 | 2001–2013 | K   | 1596 | Bürogebäude, Abfüllanlage und Reifekeller von Bacardi y Cia. im Municipio Cuautitlán Izcalli in der Nähe der Autobahn Querétaro - México |
| Bahnhof von Aguascalientes und sein Wohnhauskomplex                                             | Bahnhof von Aguascalientes und sein Wohnhauskomplex                                             | 2001–2013 | K   | 1597 | Bahnhof der Stadt Aguascalientes im gleichnamigen zentralmexikanischen Bundesstaat |
|                                                                                                 | Biosphärenreservat Selva El Ocote                                                               | 2004–2011 | N   | 1956 | |
| Sótano del Barro                                                                                | Sótano del Barro                                                                                | 2004–2011 | N   | 1957 | |
| Sierra de San Francisco und ihre Felsmalereien                                                  | Sierra de San Francisco und ihre Felsmalereien                                                  | 2004–2011 | N   | 1965 | Die Felszeichnungen der Sierra de San Francisco sind seit 1993 Weltkulturerbe (Ref. 714), die Sierra selber war für das Naturerbe vorgeschlagen. |
| Industriekomplex der Textilfabrik La Constancia Mexicana und ihr Wohnbereich                    | Industriekomplex der Textilfabrik La Constancia Mexicana und ihr Wohnbereich                    | 2004–2013 | K   | 1961 | |
| Peña de Bernal, heilige Stätten und Kapellen der Otomí-Chichimeken-Völker, Querétaros Halbwüste | Peña de Bernal, heilige Stätten und Kapellen der Otomí-Chichimeken-Völker, Querétaros Halbwüste | 2006–2011 | K/N | 5074 | Peña de Bernal ist ein etwa 400 m hoher Monolith im Bundesstaat Querétaro, in dessen semi-arider Umgebung sich heilige Stätten der Otomí-Chichimeken befinden |
| Gießerei-Hochöfen von Monterrey                                                                 | Gießerei-Hochöfen von Monterrey                                                                 | 2008–2013 | K   | 5393 | Hochöfen im Fundidora Park von Monterrey |
| Feuchtgebiete von Centla und Términos                                                           | Feuchtgebiete von Centla und Términos                                                           | 2008–2013 | N   | 5397 | umfasste das Sumpfgebiet Pantanos de Centla und die Umgebung der benachbarten Laguna de Términos |